# You’re Not Alone
«You’re Not Alone» (с англ. — «Ты не один») — песня британского поп-дуэта Joe & Jake, представляющая страну на конкурсе песни Евровидение 2016. Сингл с песней вышел 11 марта 2016 года.

## Информация о песне
Джо Вулфорд и Джейк Шейкшафт познакомились во время участия в четвёртом сезоне британской версии телешоу «Голос»; по окончании шоу они стали выступать дуэтом. В феврале 2016 года Джо и Джейк вошли в шестёрку исполнителей-участников национального британского отбора Eurovision: You Decide. Все шесть песен от участников впервые прозвучали 22 февраля на BBC Radio 2. 26 февраля в зале O2 Forum состоялся сам отбор. Джо и Джейк стали победителями онлайн и телеголосования.

## Список композиций
| №  | Название           | Длительность |
| -- | ------------------ | ------------ |
| 1. | «You’re Not Alone» | 2:50         |

Ремиксы
- Cahill Club Mix — 6:00

## Хронология издания
| Страна         | Дата          | Формат               | Лейбл                    |
| -------------- | ------------- | -------------------- | ------------------------ |
| Великобритания | 11 марта 2016 | цифровая дистрибуция | Sony Music Entertainment |